# Wolfgang Klimm
Wolfgang Klimm (* 7. Oktober 1943 in Leipzig) ist ein deutscher Zahnmediziner. Er arbeitete von 1985 bis 1993 als Professor an der Medizinischen Akademie Dresden und von 1994 bis 2009 an der Medizinischen Fakultät der Technischen Universität Dresden bzw. am Universitätsklinikum Carl Gustav Carus Dresden.

## Leben
Hermann Wolfgang Klimm ging nach Abitur in Lützen, Studium der Stomatologie in Wolgograd und Tätigkeit in Weimar 1968 an die Universität Leipzig. Als wissenschaftlicher Assistent an der Poliklinik für Konservierende Stomatologie wurde er 1969 promoviert, erlangte 1972 die Anerkennung als Fachzahnarzt für Allgemeine Stomatologie, habilitierte sich 1981 mit der Arbeit „Über die antibakterielle und plaqueinhibierende Wirksamkeit von lokalapplizierten Fluoriden und Chlorhexidin unter besonderer Berücksichtigung kariesinduzierender Plaquestreptokokken“, schloss das Postgradualstudium der Hochschulpädagogik ab und erwarb die Lehrbefähigung. 1984 erhielt er die Berufung als Hochschuldozent für Konservierende Stomatologie. 1985 wurde er als Ordentlicher Professor auf den Lehrstuhl für Konservierende Stomatologie an der Medizinischen Akademie Carl Gustav Carus Dresden berufen. 1994 folgte er dem Ruf als C4-Professor für Zahnerhaltung an der Medizinischen Fakultät der Technischen Universität Dresden. Von 2003 bis 2006 war er Geschäftsführender Direktor des Zentrums für Zahn-, Mund- und Kieferheilkunde an dieser Hochschule.

## Wissenschaftliche Tätigkeit
Wolfgang Klimm veröffentlichte mehrere Lehrbücher und über 100 Originalarbeiten. Seine Forschungsschwerpunkte waren u. a. die Prophylaxe von Veränderungen am marginalen Parodont von Schwangeren und jungen Müttern, die orale Mikrobiologie (antibakterielle Effekte von Fluoriden und Chlorhexidin, mikrobielle Randspaltbesiedelung von Restaurationen, Mikroökologie, Behandlung des infizierten Wurzelkanals mit Chlorhexidin), kontrollierte klinische Studien zu Kompositen, chronisches Zahnhartsubstanztrauma und reparative Dentinogenese. Seit 1997 war er Mitglied und Leiter der Working Group for the Stimulation of Caries Research in Europe der European Organization for Caries Research (ORCA) und von 2001 bis 2004 Mitglied des Advisory Council dieser Gesellschaft. An den Universitäten Moskau, Wolgograd, London, Göteborg und Nijmegen hielt er Gastvorlesungen.
Zu seinen Leistungen zählen außerdem 126 wissenschaftliche Vorträge und Poster, über 100 Fortbildungskurse sowie die Betreuung von 37 Doktoranden.

## Auszeichnungen
Er erhielt 1981 den Doberentz-Preis der Universität Leipzig, 1996 den Jahresbestpreis der Deutschen Gesellschaft für Zahn-, Mund- und Kieferheilkunde (DGZMK), 2005 den International Poster Journal Award der DGZMK und des Quintessenz-Verlags und 2011 den Jahresbestpreis der Deutschen Zahnärztlichen Zeitschrift und der DGZMK.

## Schriften (Auswahl)
- mit Gisela Graehn: Der keilförmige Defekt. Berlin. u. a. 1993, ISBN 3-87652-186-6.
- Kariologie. München u. a. 1997, ISBN 3-446-18461-9.
- Endodontologie. Köln 2003, ISBN 3-934280-13-7; 2., überarbeitete Auflage 2011, ISBN 978-3-7691-3421-6.
- Mikroökologisches Plaquekonzept der Kariesätiologie. In: Detlef Heidemann (Hrsg.): Deutscher Zahnärztekalender. München u. a. 1999, ISBN 3-446-19454-1, S. 33–50.
- Kariesdiagnostik und Kariestherapie am bleibenden Zahn. In: Bernd Reitemeier, Norbert Schwenzer, Michael Ehrenfeld (Hrsg.): Einführung in die Zahnmedizin. Stuttgart u. a. 2006, ISBN 978-3-13-139191-9, S. 165–172.